# Riksdagsvalet i Sverige 1982
Riksdagsvalet i Sverige 1982 till Sveriges riksdag hölls den 19 september 1982. För första gången sedan 1976 fick Sverige en socialdemokratisk regering.

## Valkampanjen
Förutsättningen inför valet var dålig för den sittande borgerliga koalitionsregeringen ända sedan folkomröstningen om kärnkraftens framtid i Sverige 1980. Då kärnkraften inte längre var aktuell som politisk sakfråga hade Socialdemokraternas opinionssiffror legat stadigt över 48 procent i flertal av Sifos mätningar, vilket hade inneburit egen majoritet för partiet.
Regeringen Fälldin III presenterade sin statsbudget i januari 1982 som visade på ett underskott på 82,6 miljarder kronor. I februari kom regeringspartierna överens om att införa två karensdagar i sjukförsäkringen och 87 procents ersättning. Den ökande arbetslösheten är kanske förklaringen till att Centerpartiet fick under 10 procent i en Sifo-undersökning i februari.
Förändringarna i sjukförsäkringen användes naturligtvis av socialdemokraterna i valrörelsen. Medan regeringen ville spara 12 miljarder och moderaterna ännu mer ville socialdemokraterna riva upp redan fattade sparbeslut inom socialförsäkringarna. Både Centerpartiet och Folkpartiet backade också i valet. Moderaterna, som inte var med i regeringen, fick sitt högsta valresultat dittills.
Löntagarfonderna blev den troligtvis största valfrågan, då kärnkraftens framtid nu var bestämd, och var förmodligen det enda stora hindret för Socialdemokraterna i detta val då majoriteten av allmänheten var emot dem. De borgerliga partierna hade under våren gemensamt sagt nej till fonderna. Socialdemokraterna hade redan på partikongressen 1981 lagt fast hur förslaget till fonder skulle se ut. Näringslivet hade under 1982 genom tidningsannonser från Näringslivets ekonomifakta gjort klart sitt motstånd mot löntagarfonder. Borgerlighetens enorma kampanj emot löntagarfonder lyckades inte stoppa det socialistiska blockets stora övertag i opinionen, men var nog vad som garanterade att Socialdemokraterna inte fick egen majoritet.
Miljöpartiet hade bildats i Örebro 1981 och dess språkrör Per Gahrton hade fått god uppmärksamhet men valkampanjens fokusering på s.k. plånboksfrågor missgynnade partiet . Även KDS uppmärksammades genom diskussionen om partiet skulle lyckas få 12 procent i riksdagsvalet i Jönköpings län och därigenom få en riksdagsplats. Partiet lyckades dock inte med detta.
Partiernas valaffischer:
- Slå vakt om barnbidragen - barnfamiljernas ekonomi ska värnas - Socialdemokraterna
- Lägre skatter - Moderaterna
- Vi lovar inte guld... Men gröna skogar - och ett människovänligt samhälle - Miljöpartiet
- Slå vakt om familjen - Moderaterna
- Slå vakt om miljön - Centern
- Våra viktigaste uppgifter: fred och arbete - Socialdemokraterna
- Här är Folkpartiet - Folkpartiet
- Fred - Vänsterpartiet kommunisterna
- Samarbete och framtidstro för nya jobb - inte löntagarfonder KDS Ja tack! - KDS[2]
- KDS Ditt nya alternativ i riksdagen - KDS[2]
- Alf Svensson (text och bild) - KDS för barnens framtid

## Valresultat
|                      |                                 |                             |                     |        |        |                  |                  |                  |
| Parti                | Parti                           | Partiledare/Partiordförande | Röster              | Röster | Röster | Mandatfördelning | Mandatfördelning | Mandatfördelning |
| Parti                | Parti                           | Partiledare/Partiordförande | Antal               | %      | +− %   | Antal            | +−               | %                |
|                      | Socialdemokraterna              | Olof Palme                  | 2 533 250           | 45,61  | +2,37  | 166              | +12              | 47,56            |
|                      | Moderata samlingspartiet        | Ulf Adelsohn                | 1 313 337           | 23,64  | +3,30  | 86               | +13              | 24,64            |
|                      | Centerpartiet                   | Thorbjörn Fälldin           | 859 618             | 15,48  | −2,59  | 56               | −8               | 16,05            |
|                      | Folkpartiet                     | Ola Ullsten                 | 327 770             | 5,90   | −4,69  | 21               | -17              | 6,02             |
|                      | Vänsterpartiet kommunisterna    | Lars Werner                 | 308 899             | 5,56   | −0,05  | 20               | +0               | 5,73             |
|                      | Kristen demokratisk samling     | Alf Svensson                | 103 820             | 1,87   | +0,48  | —                | —                | —                |
|                      | Miljöpartiet1                   | —                           | 91 787              | 1,65   | —      | —                | —                | —                |
|                      | Övriga partier                  | —                           | 16 113              | 0,29   | —      | —                | —                | —                |
|                      | Socialistiska blocket (S + VPK) | —                           | 2 842 149           | 51,17  | +2,4   | 186              | +12              | 53,30            |
|                      | Borgerliga blocket (C + FP + M) | —                           | 2 500 725           | 45,02  | −4,0   | 163              | −12              | 46,70            |
| Antal giltiga röster | Antal giltiga röster            | Antal giltiga röster        | 5 554 602           | 100,00 |        | 349              |                  |                  |
| Ogiltiga röster      | Ogiltiga röster                 | Ogiltiga röster             | 52 001              |        |        |                  |                  |                  |
| Totalt               | Totalt                          | Totalt                      | 5 606 603 (91,44 %) |        |        |                  |                  |                  |

1Miljöpartiet hade varken språkrör eller partiledare vid denna tid.
Det socialistiska blocket (S och VPK) fick sammanlagt 51,2 procent medan det borgerliga blocket (C, FP och M) fick sammanlagt 45 procent av rösterna. Det socialistiska blocket vann alltså valet med en stor marginal på 6,2 procent.
Antalet röstberättigade var 6 130 993 personer och antalet röstande var 5 606 603 personer. Valdeltagandet uppgick därmed till 91,44 procent, det näst högsta i ett allmänt val i Sverige. De två vänsterpartierna fick 186 mandat medan de tre borgerliga partierna fick 163 mandat. 
Detta val blev en succé för Socialdemokraterna som ensamt parti fick 3 mandat fler än oppositionen fick sammanlagt. Detta innebar att Socialdemokraterna var i stort sett oberoende av stöd från VPK för att rösta emot oppositionen vid voteringar, då partiet hade inom den meningen fått egen majoritet.
Bland partier som inte vann några mandat fick bland andra Arbetarpartiet Kommunisterna 5 877 röster, Socialistiska Partiet 3 911 röster, Centrumdemokraterna 2 710 röster, KPML(r) 382 röster, Europeiska Arbetarpartiet 134 röster, Nordiska rikspartiet 113 röster, Sveriges kommunistiska parti 89 röster, Skånepartiet 78 röster samt Kalle Anka-partiet 175 röster.

## Nyinvalda framtidsnamn
Bland de invalda riksdagskandidaterna som tog steget in i kammaren för första gången skulle några bli kända namn för allmänheten: Mona Sahlin, Ulf Adelsohn, Görel Bohlin, Birger Hagård, Agne Hansson, Nic Grönvall, Hugo Hegeland, Anders Svärd, Iréne Vestlund, Per-Richard Molén, Per-Ola Eriksson, Sören Häggroth och Margit Gennser.

## Regeringsbildning

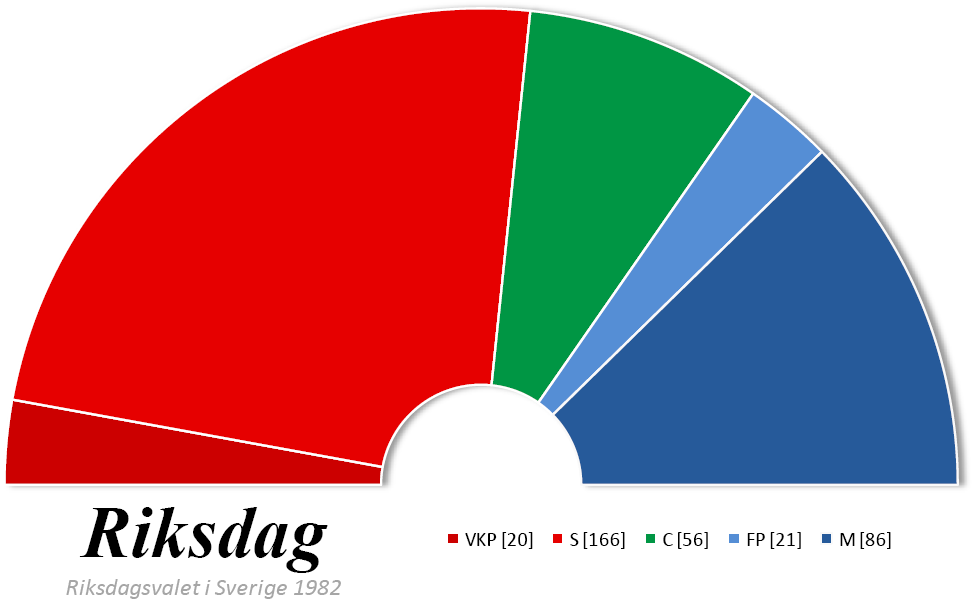
Det blev en klar röd majoritet efter valet 1982. Med 3 mandat fler än hela oppositionen så var Socialdemokraterna oberoende av stöd från VPK för att rösta emot de borgerliga partierna vid voteringar.

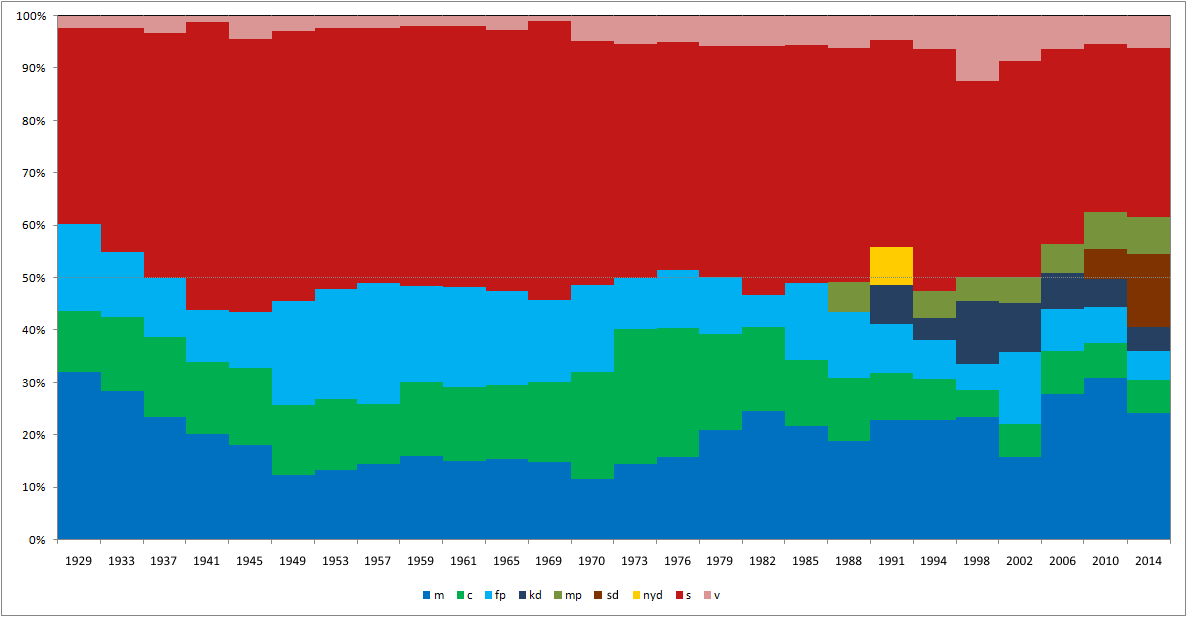
Gällande mandatfördelning blev detta val det allra mest framgångsrika någonsin för det socialistiska blocket under hela den moderna riksdagens existens (1970 - Nutid).

Detta val är än idag en av de mest framgångsrika valen någonsin för det socialistiska blocket, och det allra mest framgångsrika ända sedan den moderna riksdagens införande år 1970. Endast under valet till den andra kammaren år 1940, 1944, 1948 och 1968 fick det socialistiska blocket fler mandat i förhållande till oppositionen.
Socialdemokraterna fick i slutändan ett valresultat på 45,6 procent, som ligger inom det normala intervallet mellan 44,6 och 46,2 procent för partiet (sett från 1936 tills detta val), men var mer än Folkpartiet, Centerpartiet och Moderata Samlingspartiet fick sammanlagt med sina 45 procent. Detta gemensamma valresultat för det borgerliga blocket är det lägsta sedan Andrakammarvalet i Sverige 1944 då de fick 42,4 procent. 
Under våren 1982 hade en opinionsmätning gjord av Sifo visat att stödet för Socialdemokraterna låg på över 48 procent. Detta resultat hade möjligtvis uppnåtts i valet om det kontroversiella förslaget om löntagarfonder från 1976 inte hade hållits kvar av partiet och LO. Ett klart tecken på att Socialdemokraterna hade kunnat uppnå ett högre valresultat till riksdagen är att partiet fick sammanlagt nästan 47 procent i landstingen detta val. I slutändan röstade ändå majoriteten av svenska folket (51,2 procent) indirekt för löntagarfonder när de röstade på det socialistiska blocket.
Även Miljöpartiet, som hade bildats 1981, lyckades locka till sig en del av Socialdemokraternas väljare. Över hälften av deras väljare detta val och valet 1985 beräknades komma från Socialdemokraternas väljarbas.
För Olof Palme blev valet en stor personlig framgång. Under Palmes tid som partiledare hade partiet gått tillbaka i riksdagsvalen 1970, 1973 och 1976. Vid valet 1979 hade den lilla ökningen av väljarstödet inte räckt för att bilda en socialdemokratisk regering.
Dagen efter valet, den 20 september, begärde statsminister Thorbjörn Fälldin sitt entledigande. Talmannen entledigade omedelbart statsministern och övriga statsråd. Samma dag ägde samtal rum mellan talmannen och de övriga partiledarna.
Måndagen den 4 oktober omvaldes Ingemund Bengtsson (s) till talman. Han sammanträffade samma dag med partiledarna och vice talmännen. Av dessa samråd framgick att det med hänsyn till valresultatet var helt naturligt att talmannen föreslog Palme som statsminister.
Den 5 oktober föreslog talmannen riksdagen "att till ny statsminister utse Olof Palme, som avser att bilda en regering bestående av företrädare för arbetarepartiet-socialdemokraterna". Förslaget bordlades.
Riksdagen prövade talmannens förslag den 7 oktober. Innan omröstningen avgavs röstförklaringar av Ulf Adelsohn (m), Kjell Mattsson (c), Jörgen Ullenhag (fp) och Lars Werner (vpk). Med hänvisning till valresultatet deklarerade de tre borgerliga partierna att de skulle lägga ned sina röster. De menade att talmannens förslag stod i överensstämmelse med den aktuella parlamentariska situationen. Samtidigt betonade de att detta inte innebar något ställningstagande till den politik som den föreslagna regeringen skulle komma att föra. Vänsterpartiet kommunisternas ledare förklarade att vpk:s riksdagsgrupp stödde talmannens förslag. Partiet skulle dock sakligt pröva alla förslag regeringen lade fram.
Vid omröstningen röstade 179 ledamöter ja till förslaget och ingen nej. De närvarande borgerliga ledamöterna (147) avstod från att rösta. Riksdagen hade alltså godkänt förslaget och utsett Palme till statsminister. Talmannen utfärdade samma dag på riksdagens vägnar förordnande för statsministern. 
Regeringen Palme II tillträdde den 8 oktober 1982 vid en traditionsenlig konselj på Stockholms slott under konung Carl XVI Gustafs ordförandeskap.